# Сіл (річка)
Сіл (англ. Seal River, що в перекладі означає «тюленяча річка»)  — річка в північній частині провінція Манітоба, Канада. Річка була названа «тюленячою» через велику кількість тюленів в гирлі річки, які часом піднімаються на 200 кілометрів вгору за течією.

## Географія
На всьому протязі річки постійних поселень немає, гирло річки знаходиться в 45 км від міста-порту Черчилл (близько тисячі жителів), а найближчим до річці населеним пунктом є селище Тадул-Лейк (250 жителів), яке розташоване на березі річки Саут-Сіл біля озера Тадул.
Сіл — найбільша з решти незапружених річок в північній Манітобі, що найбільшою мірою зберегла в недоторканності свою неповторну природу. Річка протікає по місцевості, що зберігає відбиток величезного льодовика, що існував тут в останній льодовиковий період. Льодовикові прояви є скрізь. Ози, шириною до 300 метрів простягаються часом на кілька сотень кілометрів в меридіональному напрямку, будучи іноді півостровами в озерах. Найбільші в північній Манітобі поля друмлінів також були сформовані льодовиком. Після танення льодовика в області естуарія річки відбувається гляціоізостазія — підняття зі швидкістю близько 53 сантиметрів в століття, тобто швидкість підйому земної поверхні в цьому районі одна з найвищих у світі.

## Флора і фауна
Річкова долина дає гарне уявлення про субарктичний північний ліс на щиті докембрийских порід і про арктичну тундру низовини Гудзонової затоки. Долина — також місце зростання 33 різновидів рідкісних для Манітоби рослин, а також місце, де ростуть високобонітетні білі ялини та американські модрини.
Річка, занадто порожиста навіть для перших міхоторговців, як і раніше залишається домом для багатьох диких тварин і птахів. У долині річки звичайні вапіті, чорний ведмідь, вовк, лисиця, заєць, качка, біла куріпка, канадська казарка, видра та бобер. Набагато рідше зустрічається росомаха, беркут, орлан білоголовий, скопа та білий ведмідь. У водах річки багато щуки та харіуса, а кумжа водиться у водах озера Шетаней. Але більш важливо те, що естуарій річки — це місце появи на світ дитинчат у більш ніж трьох тисяч білух.

## Історія
Число археологічних знахідок вздовж річки незвично велике. Кресала, скребки, молотки та інші предмети часто з'являються на поверхні озов і вздовж маршрутів міграції карібу, між Тадулом і островом Грейт. Найстарішим знахідкам близько 7000 років і вони відносяться до періоду, коли в долині річки жили палеоіндіанці.
Першим європейцем, що побував в цих місцях, був Семюель Герн, який у лютому 1771 року разом з провідниками-індіанцями пройшов по снігу вздовж річок Сіл та Волверайн, під час своєї подорожі на північ у пошуках родовищ міді. Герн став першою білою людиною на території Америки, яка досягла Північного Льодовитого океану по суші. Журнали та карти Герна були важливим джерелом знань про канадську північ аж до початку XX століття.
В 1987 році річка Сіл була номінована, а в 1992 році включена до Системи річок канадської спадщини